# Max Miller (Politiker)

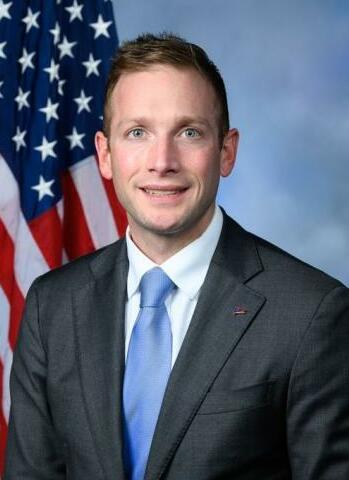
Max Miller (2023)

Max Leonard Miller (* 13. November 1988 in Shaker Heights) ist ein US-amerikanischer Politiker der Republikanischen Partei. Seit 3. Januar 2023 vertritt er den 7. Kongresswahlbezirk Ohios im Repräsentantenhaus der Vereinigten Staaten. Während der Präsidentschaft Donald Trumps gehörte er zum Stab des Präsidenten und war stellvertretender Leiter von dessen Wiederwahlkampagne 2020.

## Werdegang
Miller wuchs als Sohn einer wohlhabenden und einflussreichen Familie in Shaker Heights, einem Vorort von Cleveland, auf. Nach der High School besuchte Mills zuerst die University of Arizona in Tucson, bevor er zurück nach Ohio an die Cleveland State University wechselte, an der er 2013 einen Bachelorabschluss in Geschichtswissenschaft erwarb. Nach dem College arbeitete er zunächst in einem Laden der Bekleidungsfirma Lululemon, bevor er sich der United States Marine Corps Reserve anschloss, wo er den Rang eines Korporals bekleidete.
Im Vorfeld der Präsidentschaftswahl 2016 vermittelte ihm einer seiner Cousins zunächst einen Job in der Präsidentschaftskampagne von Marco Rubio, im Februar 2016 wechselte er jedoch in das Wahlkampfteam von Rubios Vorwahlkonkurrent Donald Trump – erneut auf Vermittlung seines Cousins. Nach Trumps Wahl zum US-Präsidenten fungierte Miller in verschiedenen Positionen im Regierungsapparat, zunächst 2017 im Finanzministerium, dann als Verantwortlicher für die logistische Vorbereitung von Außenterminen des Präsidenten und schließlich als Direktor im Personalbüro des Weißen Hauses. In dieser Rolle führte er auch den Titel eines Special Assistant to the President. Während Trumps Wiederwahlkampagne 2020 war er stellvertretender Wahlkampfleiter. Laut Medienberichten pflegte Miller eine enge persönliche Beziehung mit Trump und genoss bei ihm großes Ansehen.
Bis April 2020 war Miller mit Stephanie Grisham, zeitweilig Pressesprecherin von Präsident Trump, liiert. Grisham warf ihm vor, am Ende der Beziehung ihr gegenüber handgreiflich geworden zu sein, was Millers Anwalt bestritt. Nach dem Ende dieser Beziehung verlobte er sich mit Emily Moreno, einer Tochter des Politikers Bernie Moreno. Das Paar heiratete im August 2022 im Bedminster Golf Club. Zu den Hochzeitsgästen gehörte Donald Trump. Nachdem die Millers eine Tochter hatten beantragte Max Miller im August 2024 die einvernehmliche Scheidung.
Miller ist jüdischen Glaubens. Er lebt in Rocky River, Ohio.

## US-Repräsentantenhaus

### Wahlen
Im Sommer 2021 kündigte Miller an, sich im 7. Kongresswahlbezirk seines Heimatbundesstaats Ohio um einen Sitz im US-Repräsentantenhaus zu bewerben. Der Wahlkreis war im Zuge der Volkszählung 2020 neu zugeschnitten worden und beinhaltete bedeutende Teile des nun ehemaligen Wahlkreises von Anthony Gonzalez, einem von zehn Republikanischen Abgeordneten, die im Zweiten Amtsenthebungsverfahren gegen Donald Trump für die Anklage gestimmt hatten. Gonzalez’ Wiederwahl deswegen zu verhindern, galt als eine der Hauptmotivationen für Millers Kandidatur. Gonzalez entschied sich jedoch schließlich dagegen, erneut zu kandidieren. Auch der nominelle Amtsinhaber Bob Gibbs entschied sich gegen eine Wiederwahl, sodass Miller die parteiinterne Vorwahl gegen drei weniger bekannte Kandidaten mit 71 % der Stimmen klar gewinnen konnte. In der Hauptwahl am 8. November 2022 konnte er seinen Demokratischen Kontrahenten Matthew Diemer mit 55,3 zu 44,6 % der Stimmen besiegen und zog somit ins US-Repräsentantenhaus ein. Sein von ihm seit dem 3. Januar 2023 vertretener Wahlkreis erstreckt sich von den Ausläufern Clevelands im Norden bis nach Zentral-Ohio und gilt als eher republikanisch geprägt. Bei den Vorwahlen zur Kongresswahl 2024 hatte Miller im 7. Kongresswahlbezirk keine Gegenkandidaten. Bei den Demokraten qualifizierte sich Matthew Diemer und der ehemaligen Kongressabgeordnete Dennis Kucinich trat als unabhängiger Kandidat an. Miller konnte sich mit 51,1 % die Wiederwahl gegen Diemer und Kucinich sichern. Seine aktuelle Legislaturperiode im 119. Kongress der Vereinigten Staaten dauert bis zum 3. Januar 2027.

### Amtszeit
Zu Beginn des 118. Kongresses wurde Miller von den neugewählten Abgeordneten der Republikaner (freshmen) zum Vertreter dieser Gruppe im einflussreichen Steuerungssausschuss der Republikanischen Fraktion (House GOP Steering Committee) gewählt, welcher unter anderem über die Verteilung der Ausschussposten befindet.
Er selber sitzt in folgenden Ausschüssen und Unterausschüssen:
- United States House Committee on Agriculture (Landwirtschaftsausschuss)
  - Ernährung, ausländische Landwirtschaft und Pflanzenzucht
  - Rohstoffmärkte, Digitale Güter und Ländliche Entwicklung
- United States House Committee on Science, Space, and Technology (Ausschuss für Wissenschaft, Weltraum und Technologie)
  - Energie
  - Umwelt (Chairman)
  - Ermittlungen und Aufsicht

### Positionen
Im Nachgang der Präsidentschaftswahl 2020 vertrat Miller die Verschwörungserzählung, dass Joe Biden die Wahl nur durch massiven Wahlbetrug gewonnen habe (Big Lie), und bestritt, dass es sich beim Sturm auf das Kapitol in Washington 2021 um einen Aufstand gehandelt habe.
Am 10. Oktober 2023 sagte Miller nach Beginn des israelischen Angriffes auf den Gazastreifen: »Ich möchte sie nicht einmal als palästinensische Flagge bezeichnen, denn die sind kein Staat, sondern ein Gebiet, das wahrscheinlich in Kürze ausgeweidet wird und verschwindet, denn wir werden es in einen Parkplatz verwandeln.«